# تپه کنار چم
تپه کنار چم مربوط به عصر مس و سنگ - دوره ساسانیان است و در شهرستان گیلانغرب، بخش مرکزی، دهستان دیره، نزدیک پل زیر گذر جاده گیلان غرب، سر پل ذهاب، ۲۰۰م کوه خورتاو واقع شده و این اثر در تاریخ ۱۸ اسفند ۱۳۸۷ با شمارهٔ ثبت ۲۴۸۰۰ به‌عنوان یکی از آثار ملی ایران به ثبت رسیده است.